# Coppa di Francia 1985-1986
La stagione 1985-86 della Coppa di Francia è stata la 69ª edizione della coppa nazionale di calcio francese. Vide la vittoria finale del Bordeaux, che sconfisse in finale l'Olympique de Marseille.

## Calendario

### Sedicesimi di finale
| Squadra 1            | Totale | Squadra 2           | Andata | Ritorno     |
| -------------------- | ------ | ------------------- | ------ | ----------- |
| Auxerre              | 2 - 0  | Sochaux             | 1 - 0  | 1 - 0       |
| Le Havre             | 2 - 2  | Rennes              | 2 - 1  | 0 - 1       |
| Lilla                | 3 - 5  | Brest               | 1 - 1  | 2 - 4       |
| Nizza                | 1 - 2  | Mulhouse            | 0 - 1  | 1 - 1       |
| Laval                | 2 - 1  | Angers              | 0 - 0  | 2 - 1       |
| Beauvais             | 2 - 3  | Lens                | 1 - 2  | 1 - 1       |
| Paris Saint-Germain  | 3 - 2  | Montpellier         | 2 - 1  | 1 - 1       |
| Bastia               | 4 - 4  | Chaumont            | 4 - 1  | 0 - 3       |
| Red Star             | 0 - 2  | Bordeaux            | 0 - 1  | 0 - 1       |
| Strasburgo           | 4 - 2  | Meaux               | 3 - 0  | 1 - 2       |
| Pont-Saint-Esprit    | 0 - 2  | Olympique Marsiglia | 0 - 0  | 0 - 2 (dts) |
| Concarneau           | 1 - 2  | Limoges             | 1 - 1  | 0 - 1       |
| Sète                 | 0 - 3  | Blénod              | 0 - 3  | 0 - 0       |
| Moulins              | 1 - 6  | Rouen               | 1 - 4  | 0 - 2       |
| Castelnau Le Crès FC | 0 - 6  | RC France           | 0 - 4  | 0 - 2       |
| Évry                 | 0 - 3  | Tours               | 0 - 0  | 0 - 3       |

### Ottavi di finale
| Squadra 1           | Totale | Squadra 2 | Andata | Ritorno |
| ------------------- | ------ | --------- | ------ | ------- |
| Brest               | 2 - 5  | Auxerre   | 2 - 4  | 0 - 1   |
| Paris Saint-Germain | 3 - 1  | Mulhouse  | 1 - 0  | 2 - 1   |
| Chaumont            | 0 - 5  | Bordeaux  | 0 - 0  | 0 - 5   |
| Rouen               | 1 - 3  | Rennes    | 1 - 1  | 0 - 2   |
| Limoges             | 4 - 8  | Lens      | 3 - 4  | 1 - 4   |
| Olympique Marsiglia | 4 - 1  | Blénod    | 3 - 0  | 1 - 1   |
| Laval               | 1 - 3  | RC France | 1 - 0  | 0 - 3   |
| Strasburgo          | 0 - 3  | Tours     | 0 - 0  | 0 - 3   |

### Quarti di finale
| Squadra 1 | Totale | Squadra 2           | Andata | Ritorno     |
| --------- | ------ | ------------------- | ------ | ----------- |
| Lens      | 2 - 3  | Paris Saint-Germain | 2 - 1  | 0 - 2       |
| RC France | 2 - 3  | Olympique Marsiglia | 1 - 2  | 1 - 1       |
| Auxerre   | 2 - 3  | Rennes              | 1 - 1  | 1 - 2 (dts) |
| Tours     | 0 - 2  | Bordeaux            | 0 - 1  | 0 - 1       |

### Semifinali
| Squadra 1           | Totale | Squadra 2 | Andata | Ritorno |
| ------------------- | ------ | --------- | ------ | ------- |
| Olympique Marsiglia | 2 - 1  | Rennes    | 1 - 0  | 1 - 1   |
| Paris Saint-Germain | 2 - 3  | Bordeaux  | 1 - 1  | 1 - 2   |

### Finale
| Squadra 1 | Risultato   | Squadra 2           |
| --------- | ----------- | ------------------- |
| Bordeaux  | 2 - 1 (dts) | Olympique Marsiglia |

| Arbitro: | M. Joël Quiniou |

| |            | |
| Tigana 52’ Giresse 117’ | Marcatori  | 45’ Diallo |
| · Dropsy · Thouvenel · Rohr · Roche · Battiston · Girard · Tigana · Tusseau · 64’ Lacombe · Giresse · Reinders · A disposizione: · 64’ Lassagne | Formazioni | · Bell · Anigo · Galtier · Bade · Bonnevay · Zanon 103’ · Diallo · Martinez · Audrain 56’ · Francini · Brylle · A disposizione: · Di Méco 56’ · Lorant 103’ |
| Aimé Jacquet | Allenatori | Žarko Olarević |